# Cañadas de Pareja
Cañadas de Parejas es una pedanía del municipio de Antequera, en la provincia de Málaga, Andalucía, España. Está situada al norte del término municipal, cerca del límite con la provincia de Córdoba, a unos 20 kilómetros del núcleo principal de Antequera. Cuenta con una población de 111 habitantes, dedicados principalmente a tareas agrícolas. Sus fiestas se celebran en el mes de junio.